# Xabier Añoveros
Xabier Añoveros Trías de Bes (Pamplona, 18 de junio de 1944 - Tuy, Pontevedra, 4 de septiembre de 2024) fue un abogado, historiador y escritor español, profesor titular de Derecho Mercantil en la Facultad de Derecho de la Universidad de Barcelona, doctor en Económicas por la Universidad Camilo José Cela y doctor en Humanidades por la Universidad Internacional de Cataluña, especialista, entre otras cuestiones, en la bibliografía, la vida y la obra de San Francisco Javier.

## Biografía
Hijo de María Rosa Trías de Bes Borrás y del navarro Julio Añoveros Atáun, fue nieto del jurista y político Josep Maria Trías de Bes i Giró, sobrino del obispo Antonio Añoveros y primo hermano del político, abogado y profesor universitario Jaime García Añoveros.
Nació en Pamplona (1944). A los cinco años se trasladó con su familia a Barcelona, donde se formó y desarrolló su actividad profesional hasta su fallecimiento.
Fue alumno del Colegio Caspe-Sagrado Corazón de Jesús. Estudió en la Universidad de Barcelona donde obtuvo en 1967 la licenciatura en Derecho. En 1975 trabaja como profesor asociado en Derecho Mercantil de este centro donde se doctoró en 1987 también en Derecho con una tesis centrada en las Cajas de Ahorro. Tras ello, ya en 1989, figura como profesor titular por oposición de Derecho Mercantil. Ha compaginado su carrera profesional con la actividad docente siendo profesor titular de derecho mercantil y profesor de sectores financieros, ambos a la Facultad de Derecho de la Universidad de Barcelona. Así mismo, ha sido profesor en los másteres de derecho concursal y sociedades de capital del Colegio de Abogados de Barcelona.
En septiembre de 2014 se jubila tras 46 años de docencia y obtiene dos nuevos doctorados:
- en Económicas, en 2016, por la Universidad Camilo José Cela, con una tesis versada en conceptos, ideas y contenidos económicos en El Quijote.[8][9]
- en Humanidades, en 2018, por la Universidad Internacional de Cataluña, sobre la vida y obra de San Francisco Javier.[10]

En su carrera empresarial se inició como letrado de Caixa Catalunya, entidad en la cual ocupó el cargo de responsable de la asesoría jurídica entre 1984 y 1990. El 1982 fundó el bufete profesional Digestum Legal donde, además de socio, fue consejero. También es consejero de Gas Natural Fenosa.
Se casó con Julia García-Valdecasas —fallecida en 2009— con quien tuvo tres hijos: Javier, Miren e Ignacio.
Es uno de los fundadores de la Unión del Pueblo Navarro. Fue miembro de la Sociedad Catalana de Bibliófilos, académico y vicepresidente de la Real Academia de Doctores y miembro de la junta del Círculo Ecuestre. Ha sido miembro, durante doce años, del Consejo de Administración del Real Club Deportivo Español.

## Obras
Ha publicado cinco libros y veintitrés trabajos de temas jurídicos, y otros 12 libros y 70 trabajos de contenido variado como historia, cristianismo, hagiografía, bibliografía principalmente.
Entre tanta obra merece destacar sus artículos sobre San Francisco Javier algunos de los cuales ha recopilado en este libro: 
- Retablo de escritos javieranos. Historia 117. Pamplona: Gobierno de Navarra, Departamento de Cultura y Turismo, Institución Príncipe de Viana. 2005. p. 13-19. ISBN 84-235-2793-X. OCLC 71518985. Consultado el 23 de febrero de 2020.

Redundando en el asunto, pocos años después, en 2011, publica un nuevo artículo donde actualiza el anterior. Aun reconociendo que es necesaria una mayor catalogación, con carácter más exhaustivo, apunta la cifra de 3000 referencias bibliográficas en 1955, abarcando un amplio número de idiomas, y recogiendo el comentarios de estudiosos y bibliófilos sobre la posibilidad de que sea este santo del Nuevo Testamento sobre el que más se haya escrito.